# Trachinus collignoni
 Trachinus collignoni és una espècie de peix de la família dels traquínids i de l'ordre dels perciformes.

## Morfologia
Els mascles poden assolir els 15 cm de longitud total.

## Distribució geogràfica
Es troba a les costes tropicals de l'Àfrica Occidental.